# La Ferté (Jura)
La Ferté és un municipi francès al departament del Jura (regió de Borgonya-Franc Comtat). L'any 2007 tenia 187 habitants.

## Demografia

### Població
El 2007 la població de fet de La Ferté era de 187 persones. Hi havia 76 famílies de les quals 16 eren unipersonals (4 homes vivint sols i 12 dones vivint soles), 28 parelles sense fills i 32 parelles amb fills.
La població ha evolucionat segons el següent gràfic:

### Habitatges
El 2007 hi havia 89 habitatges, 74 eren l'habitatge principal de la família, 7 eren segones residències i 8 estaven desocupats. 83 eren cases i 5 eren apartaments. Dels 74 habitatges principals, 59 estaven ocupats pels seus propietaris, 9 estaven llogats i ocupats pels llogaters i 6 estaven cedits a títol gratuït; 1 tenia dues cambres, 9 en tenien tres, 21 en tenien quatre i 43 en tenien cinc o més. 63 habitatges disposaven pel capbaix d'una plaça de pàrquing. A 19 habitatges hi havia un automòbil i a 49 n'hi havia dos o més.

### Piràmide de població
La piràmide de població per edats i sexe el 2009 era:
| Homes | Edats   | Dones |
| ----- | ------- | ----- |
| 0     | 95 o +  | 0     |
| 0     | 90 a 94 | 0     |
| 4     | 85 a 89 | 4     |
| 4     | 80 a 84 | 0     |
| 4     | 75 a 79 | 12    |
| 4     | 70 a 74 | 4     |
| 4     | 65 a 69 | 0     |
| 4     | 60 a 64 | 4     |
| 0     | 55 a 59 | 0     |
| 8     | 50 a 54 | 8     |
| 20    | 45 a 49 | 16    |
| 8     | 40 a 44 | 12    |
| 8     | 35 a 39 | 8     |
| 4     | 30 a 34 | 0     |
| 4     | 25 a 29 | 0     |
| 8     | 20 a 24 | 16    |
| 16    | 15 a 19 | 20    |
| 8     | 10 a 14 | 8     |
| 8     | 5 a 9   | 8     |
| 8     | 0 a 4   | 0     |

## Economia
El 2007 la població en edat de treballar era de 113 persones, 85 eren actives i 28 eren inactives. De les 85 persones actives 80 estaven ocupades (41 homes i 39 dones) i 5 estaven aturades (3 homes i 2 dones). De les 28 persones inactives 18 estaven jubilades, 4 estaven estudiant i 6 estaven classificades com a «altres inactius».

### Ingressos
El 2009 a La Ferté hi havia 81 unitats fiscals que integraven 199 persones, la mediana anual d'ingressos fiscals per persona era de 16.320 €.

### Activitats econòmiques
Dels 8 establiments que hi havia el 2007, 2 eren d'empreses alimentàries, 3 d'empreses d'hostatgeria i restauració, 1 d'una empresa immobiliària, 1 d'una empresa de serveis i 1 d'una empresa classificada com a «altres activitats de serveis».
Els 2 serveis als particulars que hi havia el 2009 eren restaurants.
L'any 2000 a La Ferté hi havia 16 explotacions agrícoles que ocupaven un total de 873 hectàrees.

## Equipaments sanitaris i escolars
El 2009 hi havia una escola maternal integrada dins d'un grup escolar amb les comunes properes formant una escola dispersa.

## Poblacions properes
El següent diagrama mostra les poblacions més properes.